# La-9戰鬥機
Lа-9戰鬥機（俄语：Ла-9）是第二次世界大戰後由拉沃奇金設計局設計的蘇聯末代螺旋槳戰鬥機，1946年6月試飛成功，1947年裝備部隊，1953年停产。

## 設計特點
拉－9基本保持了拉－7的气动布局和外形特点，主要改进是采用了全金属结构、层流翼形。
拉-9和拉-7在外觀上其中一個最明顯的分別就是:拉-9的垂直尾翼比拉-7的高。

## 基本資料
- 乘員：1人
- 全長：8.62米
- 翼展：9.8米
- 机翼面积17.72平方米
- 全高：2.79米
- 空重：2,660公斤
- 载油量595公斤
- 載重：3,676公斤
- 最大平飞速度：690公里/小時（高度6250米）
- 最大航程：1730公里
- 实用升限：10,700米
- 起飞滑跑距离345米
- 着陆滑跑距离490米
- 發動機：一台AIII-82H气冷双排星形14缸活塞发动机（1,850匹馬力）
- 武裝：四支НР-23型23毫米口徑機炮

## 型号
- 乌拉-9高级教练机（La-9UTI）：双座教练型，由乌兰乌德的第99工厂生产。1947年1月首飞。由于增加了后座飞行员，导致重心后移，把滑油散热器、无线电设备前移。1949年底中国进口乌拉-9飞机60架，用于4所歼击机航校作为高教机，1959-1966年退役。

## 簡史

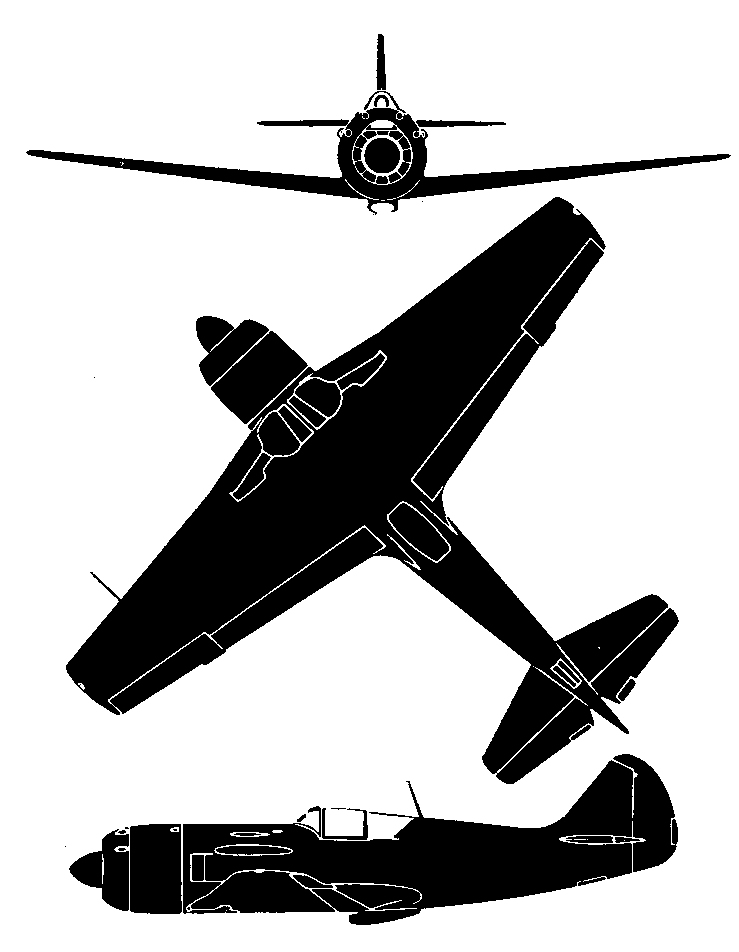
Lа-9戰鬥機三視圖

1946年6月16日首飞，1946年11月投入批生产，1947年开始装备部队。
中國在1950年1月代号“五号机”從蘇聯進口129架Lа-9戰鬥機，用於歼击机航校的飛行訓練。1950年7月19日，蘇聯同意出售Ла-9戰鬥機和其發動機的生產權給中國。1950年8月，中國人民解放軍空軍獨立第1驅逐機大隊裝備了13架Lа-9，用於防衛首都北京。1950年10月1日，9架Lа-9參加國慶一週年閱兵。总计进口了233架。1959年最后5架退役。
1996年北京航空館用一架蘇製La-9戰鬥機和英國帝國戰爭博物館換來一架已退役的鷂式GR3。

## 使用國家
- 苏联
- 中华人民共和国
- [來源請求]
- 羅馬尼亞[來源請求]

## 流行文化
在2015年戰遊網大型多人在线角色扮演射击游戏《戰艦世界》當中，La-9戰鬥機奇怪地以艦載機方向修改從而搭載於蘇聯海軍基於苏联级战列舰的船體而成的X級架空銀幣系航空母艦（Pr.23AV）纳希莫夫海军上将號與同樣基於Pr.23的X級架空封測系航空母艦奧洛夫海軍上將號（Admiral Orlov）以上用作戰鬥機（前者為研究完畢後，後者為預設裝備），還奇怪地發展出虛構的浮筒型從而搭載於1935年初設計的X級架空金幣系「X計劃」重巡洋艦科米薩爾號（Komissar）以上用作其艦載火箭攻擊型水上飛機；而中國智能手机遊戲《碧藍航線》與戰艦世界的第七次聯動活動當中，在纳希莫夫海军上将號的艦娘登場的同時，亦讓其所配用的La-9戰鬥機沿用相關資料登場，並且命名為“试作舰载型La-9T0”。

## 相關連結
- La-5戰鬥機
- La-7戰鬥機
- La-11戰鬥機

## 外部連結
- 拉-9